# La Griselda
La Griselda è una tragicommedia in tre atti in versi endecasillabi di Carlo Goldoni rappresentata per la prima volta con notevole successo dalla compagnia Imer nel 1736 nel Teatro San Samuele di Venezia.
L'opera è il rifacimento in versi di una tragedia in prosa di Pietro Pariati, a sua volta ispirata all'ultima novella del Decameron (X, 10) di Giovanni Boccaccio.
Il commediografo veneziano compose questa tragedia su esplicita richiesta dell'attrice Cecilia Rutta Collucci (detta "La Romana"), prima amorosa del Teatro San Samuele in alternanza a Andriana Bastona. In realtà, Goldoni aveva già lavorato l'anno precedente sul testo di Pariati (trasformato in libretto per musica da Apostolo Zeno per il compositore Carlo Francesco Pollarolo), riadattandolo per l'omonima opera di Antonio Vivaldi. 
Lo spostamento della vicenda dalla Sicilia alla Tessaglia e l'introduzione del personaggio del padre di Griselda, assente nelle precedenti versioni della tragedia e creato appositamente per l'attore Gaetano Casali, diede alla tragedia un'aria di novità e fece passare Goldoni per autore originale della rappresentazione.

## Trama
Griselda è una povera pastorella, che Gualtieri, re di Tessaglia, sposa per capricciosa scelta. A corte, essa sopporta per lunghi anni la bizzarra severità  del marito (che la priva anche dei figli e la ripudia), ma alla fine, la sua devozione vincerà la lunga e crudele prova impostale dal re. 

## Poetica
L'opera vuole essere un panegirico della vita campestre, attraverso la storia della donna simbolo per eccellenza di devozione e paziente virtù, ma per Giuseppe Ortolani si tratta di un testo convenzionale e privo di momenti di vera poesia.